# Кай Штруве
Кай Струве (Штруве, нім. Kai Struve, нар. 1966) — німецький історик, доцент східноєвропейської історії в Інституті історії Університету Мартіна Лютера, фахівець з історії Польщі та України XIX—ХХ ст.

## Освіта і професійна діяльність
Навчався у Вільному університеті Берліна, де здобув ступінь магістра в 1995 році, а ступінь доктора — у 2002 році.
В 1998—2002 роках був науковим співробітником Інституту Гердера, в 2002—2008 роках — Інституту єврейської історії та культури ім. Сімона Дубнова у Ляйпцігу.
2006 року був гостьовим дослідником у Меморіальному музеї Голокосту в США.
З серпня 2011 року він є членом дослідницької мережі «Фантомні кордони у Центральній та Східній Європі», що фінансується Федеральним міністерством освіти та наукових досліджень Німеччини. У рамках цього проекту досліджує Верхню Сілезію XIX—XX ст.
У січні 2014 року пройшов габілітацію й відтоді працює доцентом в Інституті історії Університету Мартіна Лютера.
Станом на 2018 рік працює над проектом, в якому аналізує дискурси про український націоналізм у період холодної війни.
Автор наукової статті «ОУН(б), німці та антиєврейське насильство в Галичині влітку 1941 року» про участь української міліції та ОУН (б) у Львівському погромі.

## Критика
На думку Володимира В'ятровича, Кай Струве є «одним з найкращих зарубіжних істориків, які займаються цією проблемою» (тобто питанням участі ОУН у насильстві проти євреїв).

## Праці
монографії
- Bauern und Nation in Galizien. Über Zugehörigkeit und soziale Emanzipation im 19. Jahrhundert, Göttingen: Vandenhoeck & Ruprecht 2005;
- Deutsche Herrschaft, ukrainischer Nationalismus, antijüdische Gewalt. Der Sommer 1941 in der Westukraine, München 2015.
  - Німецька влада, український націоналізм, насильство проти євреїв. Літо 1941 року в Західній Україні / Пер. з нім. Наталя Комарова, Київ: Дух і Літера, 2022.

редагування збірників
- (спільно з Philipp Ther): Die Grenzen der Nationen. Identitätenwandel in Oberschlesien in der Neuzeit, Marburg 2002 (Tagungen zur Ostmitteleuropaforschung; 15).
- Oberschlesien nach dem Ersten Weltkrieg. Studien zu einem nationalen Konflikt und seiner Erinnerung, Marburg 2003 (Tagungen zur Ostmitteleuropaforschung; 19)
- (спільно з Elazar Barkan та Elizabeth A. Cole) Shared History — Divided Memory. Jews and Others in Soviet- Occupied Poland, 1939—1941, Leipzig: Leipziger Universitätsverlag 2007.
- (спільно з Michael G. Müller) Fragmentierte Republik? Das politische Erbe der Teilungszeit in Polen 1918—1939, Göttingen: Wallstein 2017

статті
- Команда особого назначения «Львов», украинская милиция и «Дни Петлюры» 25 и 26 июля 1941 г. // Проблеми історії Голокосту. — 2013. — Вип. 6. — С. 105—108.
- ОУН(б), німці та антиєврейське насильство в Галичині влітку 1941 року // Україна Модерна. — 2017. — № 24. — С. 216-237.
- Масові вбивства в'язнів львівських тюрем: що відомо про місця та кількість жертв? [Архівовано 9 вересня 2018 у Wayback Machine.] // Україна Модерна. — 9.09.2018